# Рени Врангова
Рени (Радостина) Иванова Врангова е българска актриса.

## Биография
Родена е в град Бургас на 12 септември 1965 г. Завършва през 1989 г. ВИТИЗ „Кръстьо Сарафов“ със специалност актьорско майсторство в класа на професор Крикор Азарян. Участва в различни представления в Холандия, Швеция, Испания, Мароко, Австрия, Русия, Франция, Северна Македония. Омъжена е за режисьора Александър Морфов.
Играе в постановката на Театър 199 „Отворена брачна двойка“ от Дарио Фо и Франка Раме, режисьор Мариус Куркински.

## Филмография
- Завъртете всички сфери (1983)
- Живей опасно (1989)
- Любовното лято на един льохман (1990) Певицата Катя
- Приятелите на Емилия (1996) България / Франция / Швейцария – приятелка
- Клиника на третия етаж (1999, 2000, 2010), 35 серии – сестра Габриела Доковска (в 35 серии: от I до XXXV вкл.)
- Хълмът на боровинките (2001) нямата
- Пътуване към Йерусалим (2003)
- Хъшове (2009) Евгени